# Gérard Blanchard
Pour les articles homonymes, voir Gérard Blanchard (homonymie) et Blanchard.
Ne doit pas être confondu avec Gérard Blanc.
 (septembre 2018).
Si vous disposez d'ouvrages ou d'articles de référence ou si vous connaissez des sites web de qualité traitant du thème abordé ici, merci de compléter l'article en donnant les références utiles à sa vérifiabilité et en les liant à la section « Notes et références ».
Gérard Blanchard, né le 7 février 1953 à Tours, est un auteur-compositeur-interprète français.
Il est un des premiers à avoir utilisé l'accordéon pour jouer du rock (« rockaccordéon »), bien avant les mouvements alternatif et néo-réaliste. Il est surtout connu pour son tube Rock Amadour sorti en 1981.

## Biographie

### Premiers pas
Gérard Blanchard naît à Tours le 7 février 1953. Il grandit à Saint-Pierre-des-Corps. Il apprend l'accordéon et se met à s'en servir comme d'un orgue afin de jouer du rock. À la fin de ses études, le certificat d'études en poche, il  rentre dans un CET afin d’y apprendre le métier de carreleur mais son goût du dessin amène son instituteur à pousser sa mère à l'inscrire aux Beaux-Arts en 1967. Il en devient le chef de la fanfare. Il obtient le CAFAS à 18 ans.
Après son service militaire à Châteaudun en 1971, sans projet, il rentre chez lui mais repart en 1973 pour s'installer un peu plus loin.[réf. nécessaire] Il commence une série de petits boulots (vendeur d’huîtres, ouvrier dans une fabrique de miroirs, professeur de dessin…).[réf. nécessaire]
Son premier groupe, Roxy musette (rock décadent) dure un peu plus de deux ans. Puis, attiré par la montée du mouvement punk en 1977, Gérard Blanchard remonte un nouveau groupe, Gueule d'amour, où il délaisse son accordéon. Plus violent, avec des textes plus durs (sa lecture à l'époque était d'ailleurs du Louis-Ferdinand Céline), la période « Gueule d'amour » ne dure qu'un mois.
En parallèle, il sort la même année un album de dessins à compte d’auteur, réalisé intégralement au stylo à bille de marque Bic, d’où une première idée de titre, Crotte de Bic, finalement abandonnée au profit de Tête à claques mais sans plus. Il dessine aussi l'après-punk[Quoi ?] avec Ian Dury (Sex and Drugs and Rock and Roll). Il monte encore un groupe, Jo BB Folk, qui connaît un plus grand succès et une audience nationale[réf. nécessaire]. Le groupe fait notamment une première partie de Starshooter, ex-groupe du chanteur Kent, avant de se séparer finalement au bout d’un an et demi.

### La carrière solo
Au début des années 1980, Gérard Blanchard reprend son accordéon et décide de s'aventurer en solo. Il fait les premières parties de divers spectacles avec ses propres chansons, tourne dans deux cafés-théâtres de province, notamment avec une troupe d’acteurs, L'Escarpolette, à Orléans. Il continue de sillonner la France jusqu’au Petit Faucheux à Tours, restaurant-cabaret tenu par Alain Duthilleul, militant à la Fédération anarchiste. Il y rencontre celle qui deviendra l’une de ses plus fidèles amies, la chanteuse Danielle Messia.
En 1981, il monte à Paris et produit ses chansons à « La Vieille Grille » et à « La Tanière ». Guy Floriant et Jean Freneducci, directeurs artistiques de la maison de disques Barclay sentent un bon potentiel artistique en lui et lui font signer un contrat.

### Les années 1980: succès et déclin
C'est en 1981 que sort son premier album Troglo dancing, rempli de calembours et de contrepèteries dans la lignée de Boby Lapointe et Serge Gainsbourg. Son premier tube, Rock Amadour (jeu de mots sur rock et Rocamadour), arrive en tête des hit-parades pour s'écouler à 1,7 million de copies et reste une des principales marques de sa carrière. Gérard Blanchard est alors le seul à faire du rock sans guitare et à adopter une certaine rock-attitude sur de l’accordéon, à tel point qu'on le surnomme le « père du rock alternatif ».[réf. nécessaire]
Marylou, son deuxième tube, quoiqu'en retrait par rapport à son premier, conforte le chanteur dans son succès.
En 1983 sort son deuxième album, Matinée et Soirée, qui remporte le Grand Prix au Festival de Spa. 
Son troisième album est une Version pauvre du Lac des cygnes, enregistrée en 1984 à Londres pour bénéficier des synthétiseurs les plus récents. Mais l'album, tout comme l'album précédent, n'arrive pas à obtenir le même succès que le premier, sans compter que la tournée connaît quelques difficultés. Gérard Blanchard tombe alors dans une période de doute et décide de s'éloigner de la scène française. Sa notoriété aidant, il se réessaie alors au cinéma avec Josiane Balasko qui lui commande en 1985 l’écriture de la musique du film qu’elle réalise, Sac de nœuds. Dans le même temps, alors qu'il dénigre la télé et ce qu'elle représente, il joue le rôle d’un prêtre ouvrier dans un film des Charlots réalisé par Jean Couturier, Charlots Connection.
Il garde une mauvaise expérience de ses quelques années dans le show-business : des vedettes qu'il fréquentait entre 1981 et 1983 l'évitent désormais. À partir de 1984, il est moins invité pour les grands shows de variétés à la télévision mais il est toujours le bienvenu dans les programmes régionaux de FR3. Il fait ainsi le tour de France des régions, plaidant pour le retour à la mode de l'accordéon et des valses musettes ; lors de ce tour de France, il rencontre un public exigeant mais fidèle.
Il revient en 1987 avec son quatrième album, Amour de voyou, qui entre dans le Top 50, notamment grâce à Elle voulait revoir sa Normandie, parodie de la célèbre chanson Ma Normandie écrite en 1836 par Frédéric Bérat. Cela relance sa carrière et lui permet de renouer avec le succès. Un clip est réalisé, ainsi que pour Les Escrocs du rock'n roll, Vis-à-vis d’elle, et Amour de voyou. En 1988, il renoue avec le public à travers une tournée en province et en participant à la Fête de l’Humanité au parc de la Courneuve. C'est un succès. De plus, l'accordéon commence à revenir à la mode et de nombreux groupes de rock se l'approprient. Les années du show-business de 1981-1983 sont pour lui déjà loin et l'album de 1987 constitue une sorte de baroud d'honneur, surtout pour montrer qu'il est toujours un artiste qui compte mais qui a décidé d'orienter sa carrière en restant loin d'un certain milieu artistique et des décideurs parisiens, notamment des Victoires de la musique. Gérard Blanchard se revendique comme un auteur et compositeur singulier et indépendant.
L’année suivante, en 1989, il sort son cinquième album, Moteur la vie, suivi d'une tournée nationale, notamment aux Francofolies de La Rochelle en juillet. En dehors de sa musique, il continue dans le graphisme et expose en septembre et octobre ses dessins dans la galerie du Forum des Halles à Paris. Il en profite pour faire un passage en octobre au Casino de Paris.

### Les années 1990
Gérard Blanchard change de label en 1991 pour aller chez EMI France où il enregistre son sixième album, Clochard milliardaire, suivi également d'une tournée. Parallèlement, en 1992 et 1993, il s'investit de plus en plus dans la peinture et sort Branle poumons, un recueil de dessins consacrés à l’accordéon, en janvier 1994. Son septième album, également appelé Branle poumons sort à la même date. L'expression « branle poumons » renvoie à l'appellation argotique de l'accordéon. Son répertoire lorgne de plus en plus vers certains accents jazz ou blues, tout en conservant un son plus populaire. En septembre 1994 sort le deuxième single tiré de l’album, Johnny revient de la guerre.
Malgré les succès mitigés de ses derniers albums, très loin du fameux Rock Amadour, qu'il ne renie pourtant pas, il sort le 11 mars 1997 Blanchard s'la joue solo, une compilation qui reprend d'anciens titres, mais cette fois-ci dans une veine plus réaliste, sobre, grave et drôle.
Les deux titres inédits inclus dans la compilation annoncent la sortie d'un nouvel album et c'est début 1998 que sort celui-ci, nommé Taciturne cromagnon et produit à compte d'auteur.

### Depuis 2000
En juin 2000 Gérard Blanchard sort une chanson pour Paris Port de Pêche. Mais ce n’est qu’en 2003 que sort son dixième album Migraine du moineau. Il y rend hommage à ses deux références en matière de composition : Boby Lapointe, dont il reprend Aragon et Castille, et Alain Bashung, dont il réorchestre La nuit je mens. Sa version d'Aragon et Castille figure également sur l'album Boby Tutti-Frutti - L'hommage délicieux à Boby Lapointe sorti en 2002.
Sollicité par son ami accordéoniste Jean-Michel Moal, il participe en 2008 à l'album Le Banquet de cristal de Red Cardell, puis prend part à la tournée des quinze ans du groupe breton en compagnie de nombreux invités (Stéfane Mellino, Thomas Fersen, Yann Tiersen, Jimme O'Neill, Dan Ar Braz...) On le retrouve également sur le live La Fête au village qui sort en 2009 chez Keltia musique.
Le 26 juin 2010, Gérard Blanchard revient sur scène avec la Lyscène, un festival place Strasbourg à Tours.
Le 18 juin 2011 à Vix (Vendée), il donne un concert seul avec sa voix et son accordéon. Produit par l'association Matière d'art devant un public rural, il reprend ses grands classiques tels que Troglo dancing ou Rock Amadour, mais aussi quelques chansons de Georges Brassens et de Bashung.
Deux nouveaux albums auto-produits sortent en 2011 : La Peau du cancre, comprenant treize titres inédits, et G. Blanchard chante G. Brassens, qui contient dix-sept reprises de Georges Brassens.
Le 24 juin 2013, Gérard Blanchard, présenté par le producteur Jean-Claude Camus, se produit sur la scène du théâtre du Petit-Saint-Martin à Paris.
Un coffret quatre CD comprenant les albums Troglo dancing, Version pauvre du Lac des cygnes (pour la première fois en CD), Amour de voyou et Moteur la vie sort en 2013.
En 2018, Gérard Blanchard devient citoyen d'honneur de Rocamadour.

## Discographie

### Coffrets et compilations
- 1991 :
  - Master Serie
  - coffret Branle poumon (CD + albums de dessins)
- 2003 : CD Story
- 2013 : coffret 4 CD : Troglo dancing, Version pauvre du Lac des cygnes, Amour de voyou et Moteur la vie

### Bandes originales de film
- 1985 : Sac de nœuds de Josiane Balasko
- 1986 : Y'a pas le feu de Richard Balducci